# 卧龙寺站
卧龙寺站是位于陕西省宝鸡市金台区的一个铁路车站，有陇海铁路和宝中铁路经过该站。车站隶属西安铁路局宝鸡东站，宝鸡铁路枢纽列车甩挂作业，在非常时期承担军用列车的编发任务。车站设有3条正线、4条到发线和1条牵出线。东货场设有两条货物线，并设有47油库线、85专用线、中石油专用线、重油库专用线、中铁一局专用线、中能车辆专用线。